# N-Isopropyl-N′-phenyl-p-phenylendiamin
N-Isopropyl-N′-phenyl-p-phenylendiamin ist eine chemische Verbindung aus der Gruppe der Aminobenzole.

## Gewinnung und Darstellung
N-Isopropyl-N′-phenyl-p-phenylendiamin kann durch reduktive Aminierung von Aceton mit 4-Aminodiphenylamin gewonnen werden.

## Eigenschaften
N-Isopropyl-N′-phenyl-p-phenylendiamin ist ein brennbarer, schwer entzündbarer, in Flocken vorliegender, dunkelgrauer bis schwarzer Feststoff, der praktisch unlöslich in Wasser ist.

## Verwendung
N-Isopropyl-N′-phenyl-p-phenylendiamin wird in Konzentrationen von 1–2 % als Stabilisator (Antioxidans) in Gummi eingesetzt. Hauptanwendungsbereich ist die Reifenherstellung, aber es wird auch in anderen Gummiprodukten, z. B. für (Squash-)Bälle, Atemschutzmasken, Motorradgriffen, Stiefel, Uhrarmbänder, Gummiarmbänder, Brillenbänder oder orthopädische Bandagen verwendet.

## Sicherheitshinweise
N-Isopropyl-N′-phenyl-p-phenylendiamin ist als  starkes Kontaktallergen bekannt und seine Verwendung ist weitgehend auf industrielle Herstellungsprozesse beschränkt.